# Alberto Massavanhane
Alberto Massavanhane (* 9. Februar 1930 in João Belo, Portugiesisch-Ostafrika; † 29. September 1993 in Stockholm, Schweden) war ein mosambikanischer Politiker (FRELIMO) und Diplomat. Massavanhane war zudem der erste schwarze Bürgermeister der mosambikanischen Hauptstadt Maputo.

## Leben
Alberto Massavanhane wurde am 9. Februar 1930 in João Belo, dem heutigen Xai-Xai, als jüngster von drei Söhnen der Familie Massavanhane geboren. Seine Familie betrieb Landwirtschaft in kleinem Rahmen. Im Alter von 13 Jahren zog Massavanhane in die Kolonialhauptstadt Lourenço Marques, wo er zur Missionsschule der Christlichen Mission von Magude ging. Im Alter von 20 Jahren heiratete er in der Kirche der gleichen Mission seine Frau Rosa Paulo Chadraca.
Nach seiner Schulausbildung arbeitete Massavanhane als Lehrer am Liceu Salazar, wo er unter anderem auch Joaquim Chissano, den späteren mosambikanischen Staatspräsidenten, unterrichtete. Massavanhane engagierte sich im Untergrund gegen die portugiesischen Kolonisatoren.
Im Zuge der Unabhängigkeit Mosambiks ernannte die FRELIMO Massavanhane zum ersten Bürgermeister der Kolonialhauptstadt Lourenço Marques, die nach der Unabhängigkeit den neuen Namen „Maputo“ nach dem benachbarten, gleichnamigen Fluss erhielt. Sein Mandat übte Lourenço Massavanhane von 1974 bis 1980 aus. Die mosambikanische Staatsregierung ernannte ihn 1983 zum zweiten Mal zum Bürgermeister, die zweite Amtsperiode übte er bis 1988 aus.
In seiner zweiten Amtszeit verknüpfte er Maputo vor allem auf internationaler Ebene. 1985 engagierte sich die Stadtverwaltung – gemeinsam mit anderen afrikanischen Städten – besonders stark gegen die Malaria-Epidemie. 1985 gründete Massavanhane zusammen mit dem Lissabonner Bürgermeister Nuno Krus Abecasis das lusofone Hauptstadtbüdnis „União das Cidades Capitais Luso-Afro-Américo-Asiáticas“ (UCCLA).
1988 ernannte Staatspräsident Chissano Massavanhane zum ersten mosambikanischen Botschafter in Schweden. Dort verstarb er am 29. September 1993.